# La Serra (Taradell)
La Serra és una masia de Taradell (Osona) inclosa a l'Inventari del Patrimoni Arquitectònic de Catalunya.

## Descripció
Masia de plata gairebé quadrada (14x15mts), coberta a dues vessants amb el carener perpendicular a la façana situada a migdia. La part anterior consta de planta i dos pisos i la posterior només d'un pis. La façana presenta un cos de porxos cobert a tres vessants, adossat a la part dreta i consta de planta, primer pis i terrat de construcció recent. A l'esquerra s'obren cinc finestres a la planta i un portal amb reixes amb una escala que mena al primer pis. En aquest nivell també s'hi obren diverses obertures. A ponent s'hi adossa un cos cobert a una vessant, al nord s'hi annexiona un altre cos, a la posterior del cos antic hi ha diverses obertures i un contrafort. A llevant hi ha un altre porxo i diverses obertures. És construïda amb pedra arrebossada i amb alguns afegitons de pòrtland que desmereixen l'estructura primitiva.

## Història
Masia situada a peu de camí entre la Llagostera i el Penedès, rebé el non del topònim del lloc, un petit serradet. Existia abans del 1325 i, com la majoria de masies del sector NE de la població, pertanyia a la parròquia de Santa Eugènia de Berga tot i que avui estan enclavades dins del terme municipal de Taradell. Moltes d'aquestes masies havien nascut per l'establiment de fadristerns en terres no gaire llunyanes al mas patern. La Serra no patí el despoblament provocat per la pesta negra i la trobem registrada en els fogatges del segle xvi així com en el nomenclàtor de la província de Barcelona de l'any 1860. La fesomia actual del mas no denota cap element medieval, més aviat és fruit de reformes i ampliacions successives que tenen poc a veure amb l'estructura primitiva.